# 里中智
里中 智（さとなか さとる）は、漫画『ドカベン』シリーズに登場する架空の人物。アニメ版の声優は神谷明が、ゲーム『激闘プロ野球 水島新司オールスターズVSプロ野球』では神谷浩史が担当した。

## 人物
アンダースロー投手。右投右打。誕生日は2月17日（『プロ野球篇』以降の設定では1977年生まれ）。高校3年夏の時点で身長168cm、体重65kg。血液型はA型。
さわやかな容姿と端正な顔立ちの美形キャラであるため、男性ファンが多い野球漫画の中でも、女性ファンが多くついた。普段の言動はさわやかで知的なものが多く、周囲にもそのように思われている。反面プライドを傷つけられると逆上しやすく、感情でピッチングが乱れることも少なくない。岩鬼正美に勝るとも劣らない激情家である。
家族には母・加代がいる。父は早くに他界している。2歳年下の弟がいたが、生まれてすぐ他界している。妻は山田太郎の実妹のサチ子。
魚嫌いでカルシウムが足りないため怪我や故障が多く、登板を見送ったり実力が十分に発揮できなかったりした時期もあった。あだ名は「小さな巨人」。ただ上記の理由から高校時代はガラスの巨人と揶揄された時期があった。作者の水島新司は、里中の投球フォームのモデルは足立光宏だと語っている。
高校入学から1年夏の地区予選辺りまでは土井垣が山田より捕手として劣るとして内心見下し、土井垣に不満を滲ませた態度を取る描写もあった。
非力に見えるが打撃センスもなかなかのもので、高2秋の大会以降は3番などクリーンアップも打ち、本塁打も分かっている範囲で通算3本を記録している。一方、ドリームトーナメント編の決勝戦では中西球道の160km/hの豪速球に対して里中では期待できないと山田が眉を顰める場面があったが、この試合では中西の160km/hのストレートを二塁打に仕留めている。
同じ水島新司が描いた『ダントツ』の荒木新太郎と瓜二つである。荒木とは『大甲子園』で対決が実現した。この時、スポーツ新聞の記者から2人の兄弟説の疑いを向けられるが、岩鬼の機転によって記者から遠ざけられている。
名前は、作者の水島新司が尊敬する漫画家の一人である里中満智子から。里中満智子とは野球狂の詩で合作を行っている。

## 経歴

### 小学・中学・高校時代
- 保土小学校では内野手であったが、5年生で初めて投手となりエースとなる。
- 東郷学園中等部では小林真司の陰に隠れた補欠投手。オーバースローのストレートでは通用しないと言われ、意地もプライドも捨てアンダースローの変化球投手に転向し、後に七色の変化球を操るとも言われる。
- 中学時代にチームが対戦した山田太郎のリードとキャッチャーセンスに惚れ込み、不知火守、雲竜大五郎らとともに、中学卒業が近い山田の周りにつきまとい、高校進学のつもりがなかった山田を高校野球に誘い込む。のちの「さわやかな」イメージはなく、不気味な怪少年であった。この頃すでに「小さな巨人」というキーワードを、サチ子に向かって、発していた。雲竜大五郎が中学野球で得た表彰状の数々を「こんなもの（高校野球では）紙屑タイ」と自慢した際には「捨てたんだろ?紙屑なんだろ?」と踏みつける挑発行為に出ていた。さらに山田と同じ明訓高校に進学。
- 一年からエースとして活躍し、山田らと共に甲子園で活躍、甲子園通算20勝（21勝説も）をあげる[6]。右翼や三塁を守ったこともある。
- 1年夏の頃はまだ地区大会でも1大会を投げ切るスタミナが無く、2回戦から準決勝は岩鬼に投げて貰ってスタミナを温存した。
- 1年夏から1年秋にかけては、頭部と右ひじを故障。2年春から2年夏にかけては、右親指の突き指と右ひじの故障。2年秋から3年春にかけては、右肩の故障。
- 怪我がちの里中への励ましとして、1年秋の県予選大会の間は主将であった。
- 3年春の甲子園終了後、母親の看病のために一時休学してゴルフ場のキャディを務めたりしていたが、夏の県大会決勝戦直前に野球部復帰。

### プロ時代

#### ロッテ時代
- 3年の夏の甲子園終了後、体を鍛えるために早稲田大学への進学も考えていたが、ドラフト3位指名され、1995年に千葉ロッテマリーンズに入団。
- 入団当初はまだ体ができておらず、どの球種もプロで通用するレベルには達していなかったため、しばらく二軍暮らしとなる。その年のシーズン中盤に、袴田英利コーチと共に作り上げた新球「スカイフォーク」を引っさげて一軍デビュー、ストッパーとして活躍し、3年目から先発に転向する。また、スカイフォーク会得時に瓢箪駒吉と出会い、バッテリーを組むようになる。
- 公式戦で全く登板していなかったにもかかわらず、同1995年のオールスターにファン投票1位で選出。一時不知火に大きく差をあけられての2位だったが、「飛ばしや源さん」というスポーツライターの秘球開発をしているという記事の効果で再び1位になり出場が決定した。当時二軍戦すら登板していない里中のこの出場に関して、メディアでは組織票ではないかといわれたが、伊良部秀輝ら他のロッテの選手の票が伸びていないことから違うと判明した[7]。
- プロ入りして初の実戦となったオールスターではブルペンで捕手をしていた土井垣将には「プロ相手に通用する球ではない」と思われた。その土井垣の考え通り、岩鬼、殿馬の好守備もあってなんとか二死をとったものの、野村謙二郎・落合博満・江藤智に出塁を許し、満塁で4番・松井秀喜を迎える。松井への最後の1球で初めてスカイフォークを披露し、空振りさせたものの山田は後逸。振り逃げが適用される状況だったが、松井はスカイフォークの落差に唖然となり走らなかった。結局、後逸したボールを保持していた山田が松井をタッチし試合は終了した[8]。
- その後のダイエー戦（千葉マリン）で、瓢箪と9回2死から共にプロ初出場。対する岩鬼は何球もファウルで逃げたが、最後はスカイフォークの前に空振り三振し、プロ初セーブをマーク[9]。
- 1996年にはオールスターで9連続奪三振を記録。1997年以降は先発に転向する。転向したその年には、開幕戦の日本ハムファイターズ戦（東京ドーム）でノーヒットノーラン（9回に広瀬哲朗に死球を与えたため完全試合にはならず）を達成した。次の試合（対西武戦）でも山田のソロ本塁打のみの１失点で完投した。オールスターでは先頭打者から6連続奪三振。昨年、一昨年と合わせて新記録となる16連続三振を達成するが、後続の新庄剛志に安打を打たれ、記録はストップとなった。
- 1998年には開幕戦の大阪近鉄バファローズ戦（大阪ドーム）で公式戦新記録となる１試合20奪三振（9回まで）を記録。チームも延長戦の末勝利。
- 1999年の日本シリーズ第1戦当日、スポーツ紙の報道によりオリックス・ブルーウェーブの殿馬一人とのトレードが持ち上がる。他のマスコミ各社もこれに追従し、両球団も同年のドラフト会議席上で二対一トレードを持ちかけたが、結局この報道はガセネタであり、トレード交渉自体もオフに破談となった。
- 2002年の開幕戦・西武戦（札幌ドーム）で、袖ヶ浦大五郎の絶妙なリードにより、完全試合を達成する。
- プロ入り後は高校時代とはうって変わって怪我に強い体になったらしく、先発転向数年後には中4日での登板が可能になったらしい。1999年シーズン前の自主トレでは背筋力270kg。100mの遠投をこなすなどしている。

#### 東京時代
- 2003年オフ、FA[10]で土井垣将率いる新球団・東京スーパースターズに移籍。再び山田とバッテリーを組む。
- 2004年には山田一家の近所に住居を移し、家族ぐるみのつきあいとなる。オフに山田の妹であるサチ子にプロポーズする決意を固める。先に知った母親や山田の賛同を得たものの、タイミングに恵まれないこと、サチ子の気持ちへの不安からなかなか話を切り出せずにいた。
- 2005年シーズン終了時の11年間で通算134勝（150勝まであと16勝）。
- 2006年最終戦、通算150勝達成後に告白するという思いを秘めて臨む。7回途中までパーフェクトと好投を見せたが、7回に不知火の代打ホームランで同点にされ、最終回にはサインに迷いながら投じたフォークを山田が後逸してサヨナラ負けを喫した。だがその迷いの一球が里中の決心を変えたらしく、「人生を切り開くのは断固たる意志」と勝ち数に拘らずにオフにサチ子に告白、既に母親から聞かされていたサチ子も承諾して婚約者となる。サチ子の卒業を待って入籍の予定。
- 2007年、開幕戦のソフトバンク戦にて2度目の完全試合と通算150勝を達成。
- 同年の日本シリーズでは、第一戦、第四戦で先発し勝利したが、登板予定の第七戦直前に故障してしまい、先発できなかった。
- 2008年の日本シリーズ後にサチ子との結婚式が開かれ、夫婦となる。
- 結婚前はサチ子を「サッちゃん」と呼んでいたが、結婚後は「サチ子」と呼ぶようになった。

## 主な記録

### 高校時代
- 完全試合（1年夏神奈川大会決勝、東海高校戦）
- 無安打無得点試合（2年夏神奈川大会3回戦、白新高校戦（延長10回））
- 甲子園大会通算20勝（1敗。21勝説もある）

### プロ時代
- 最多勝1回（2005年）
- 最優秀防御率5回（1997年〜1999年、2002年、2003年）
- 完全試合2回（2002年、開幕戦・西武戦 / 2007年、開幕戦・ソフトバンク戦）
- 無安打無得点試合（1997年、開幕戦・日本ハム戦）
- 日本シリーズMVP（2008年）
- オールスターMVP（1996年）
- オールスター1試合9連続奪三振（1996年）
- オールスター通算連続16奪三振（1995〜1997年）
- 1試合20奪三振（1997年、近鉄戦） - 日本記録。この記録は『スーパースターズ編』で不知火守に21奪三振で破られる。

## 背番号
- 11→1→10→1（明訓高時代）
- 01（1995年 - 2003年）
- 1（2004年 - ）

## 球種
ストレート
変化球投手ととらえられがちだが、高校時代里中のストレートは140km/h台に達していた。しかし、肩の故障が原因で球威が落ちたためか、プロ入り直後は130km/hそこそこと低下してしまっていた。その後、上原浩治の遠投を中心とした調整法を参考にすることなどにより、球速アップに成功し、145km/hのストレートを投げられるまでになる。MAX148km/h（2002年の開幕戦で西武相手に完全試合を達成した試合で、山田の第3打席の最後に投じたボール）。
さとるボール（サトルボール）
揺れるシンカー。高校時代（2年春甲子園大会準決勝、信濃川高校戦）に親指を突き指したことがきっかけで誕生。
握りはシュートと同じで、ボールを離す瞬間に手首をボールにかぶせ、人差指に力を集中し、内側にひねり、腕を下におろして投げる。親指を全く必要としない。
命名は土井垣に何かと反抗的な里中に対する反撃としてか、土井垣が皮肉のように勝手に行った。
スカイフォーク
二軍時代に袴田英利バッテリーコーチと二人三脚で開発。佐々木主浩のフォークを越える落差。投げ始めは低めだが、アンダースロー特有の球筋のために一度高めに浮き上がって打者にとっては絶好球となると見せかけ、そこから急激な落差で落ちる変化球。なお、本来アンダースローでフォークを投げることは難しいとされているが、里中は手首が内側にまげて腕につくほど異常なまでに柔らかく、リリースの際に手首を立てることができるため投げることが可能。当初は落ちてくる所を叩くしか対処法は無いと思われたが、山田はバッターボックス内ギリギリまで乗り出し、落ちる前に叩くという奇策にて初めて打ち崩した。
名前のごとく、「空に吸い込まれてから落ちる」という表現がされる。そのため、空のないドーム球場では効果が薄くなってしまう。とはいっても、松井秀喜曰く「点でとらえなければいけない球」なので、打つのは難しい。実際松井も、絶好調時の微笑も、悪球打ちのため良く変化する変化球には強い岩鬼さえも打つことはかなわなかった。落ちるボールには相性のいい通天閣打法の坂田三吉はいい当たりを飛ばす。また、飛び抜けた動体視力を持つ真田一球には絶好球に見え、彼には難無く本塁打に仕留められている。投げる際のリスクとして、手首や肘に負担をかけるようである。失投のように見えた球が、実はスカイフォークだった時もあった。
現実世界でも、同じアンダースロー投手である渡辺俊介が酷似する球種の習得を目指していたことがある（本人も「スカイフォークを習得したい」と真剣に発言していた）。2013年2月7日付のスポーツニッポン紙上では「完成間近」とまで報じられたが、実戦で投じられることはなかった。渡辺はそれから数年後に取材にこたえて、スカイフォークの軌道を再現するためには、ボールを相当遅く、かつ角度もかなり上に投げ上げる必要があるため、打者にボール球だと見極められてしまう点や走者に容易に盗塁を許してしまう点を指摘し、「現実的には不可能」「実戦では使えない」と結論付けている。
カーブ
高校時代には最も多く投げた。
スライダー
とてもキレがある。ストレートとほぼ変わらない球速。
シュート
古田敦也に、サトルボールを見せ球にして投げたが、球の回転で見破られた。
チェンジアップ
落合博満に、スカイフォークを見せ球にして投げたことがある。
スローカーブ
相手のタイミングを外すために投げたことがある。
高速シンカー
フォークボール
普段のアンダースローではなくオーバースローで、高校時代に数球投じた。テイクバックの時点でフォームが異なることが打者にバレるため、対戦相手に研究されていない前提が必要になる。

## 銅像
2002年、新潟商工会議所と同商店街振興組合により、新潟市中央区古町通のアーケード内の水島新司マンガストリートに水島作品の登場人物計7体の銅像が設置されたが、その中には里中の銅像も含まれている。